# Мауританија на Светском првенству у атлетици на отвореном 2013.
Мауританија је учествовала на Светском првенству у атлетици на отвореном 2013. одржаном у Москви од 10. до 18. августа дванаести пут. Репрезентацију Мауританије представљао је један атлетичар који се такмичио у трци на 400 м.,
На овом првенству представник Мауританије није освојио ниједну медаљу, али је оборио лични рекорд.

## Резултати

### Мушкарци
| Атлетичар               | Дисциплина | Лични рекорд | Квалификације | Квалификације | Полуфинале           | Полуфинале           | Финале               | Финале       | Детаљи |
| Атлетичар               | Дисциплина | Лични рекорд | Резултат      | Место         | Резултат             | Место                | Резултат             | Место        | Детаљи |
| ----------------------- | ---------- | ------------ | ------------- | ------------- | -------------------- | -------------------- | -------------------- | ------------ | ------ |
| Hamdinou Cheikh El Wely | 400 м      |              | 52,33 ЛР      | 7 у гр. 2     | Није се квалификовао | Није се квалификовао | Није се квалификовао | 32 / 32 (35) |        |